# Phrymaceae
Phrymaceae Schauer, 1847  è una famiglia di piante angiosperme appartenenti all'ordine delle Lamiales.

## Etimologia
Il nome della famiglia potrebbe derivare dal nome greco-latino "Phyrama" per un non meglio identificato composto della resina di un albero nord-africano. L'epiteto specifico (leptostachya) deriva da due parole: "lepto" (= piccolo, snello) e "stachus" (= spiga di grano), quest'ultimo nome greco è stato usato da Dioscoride (Anazarbe, 40 circa – 90 circa), medico, botanico e farmacista greco antico che esercitò a Roma ai tempi dell'imperatore Nerone, per piante come l'ortica bianca o il lamio.
Il nome scientifico della famiglia è stato definito dal botanico tedesco Johannes Conrad Schauer (1813 - 1848) nella pubblicazione "Prodromus Systematis Naturalis Regni Vegetabilis - 11: 520. 1847" del 1847.

## Descrizione

### Portamento

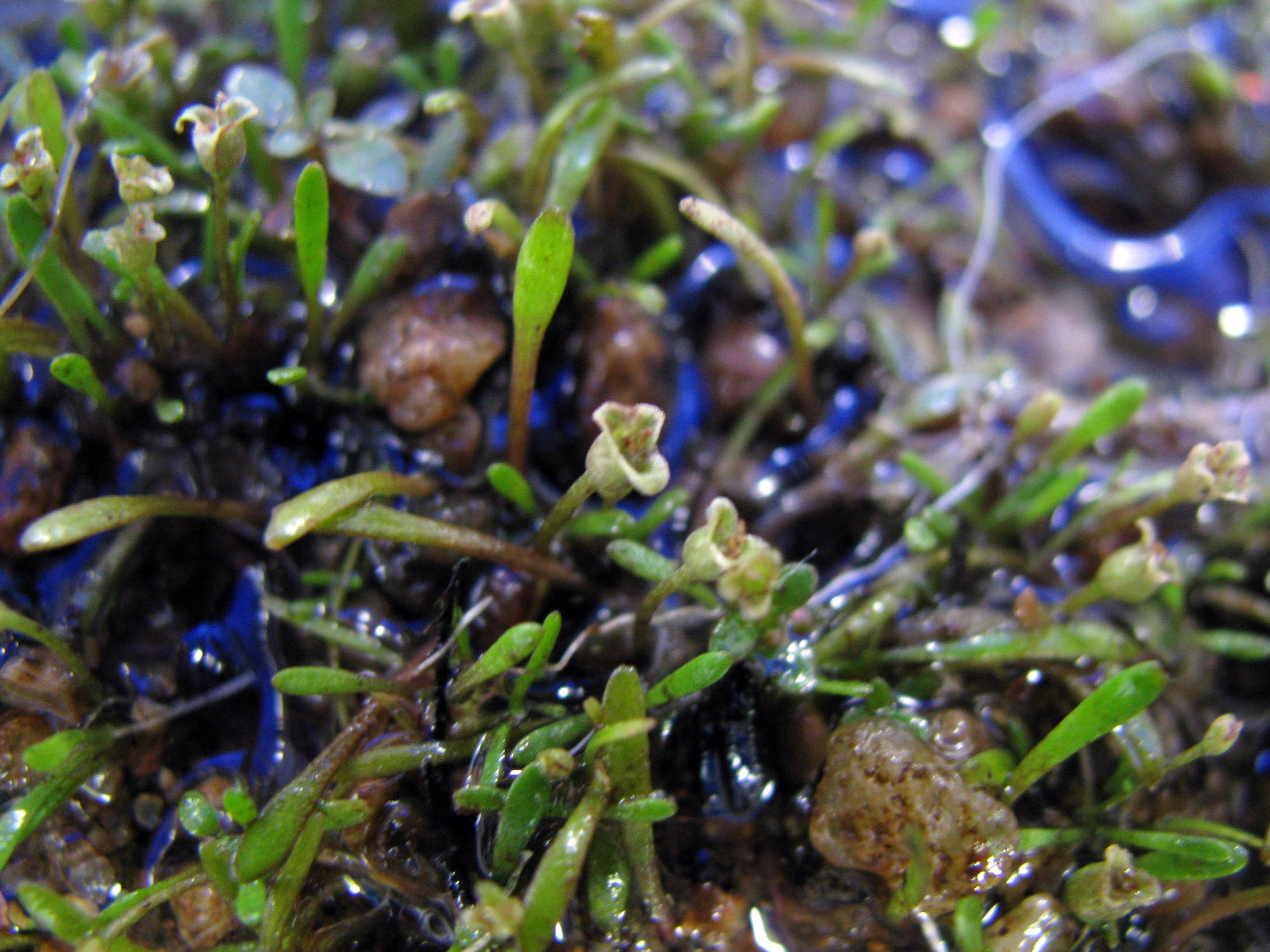
Il portamento
Glossostigma cleistanthum
(tribù Mimuleae)

Il portamento delle specie di questa famiglia è erbaceo perenne anche suffrutescente o arbustivo con fusti eretti ascendenti, striscianti o prostrati; in alcuni casi è erbaceo annuale acquatico o semi-acquatico (tribù Microcarpeae). La pubescenza è formata da peli semplici e da minute ghiandole. Sono presenti stoloni snelli e striscianti derivati dalle ascelle delle foglie oppure i fusti sono radicanti ai nodi. La sezione degli steli può essere quadrangolare a causa della presenza di fasci di collenchima posti nei quattro vertici.

### Foglie

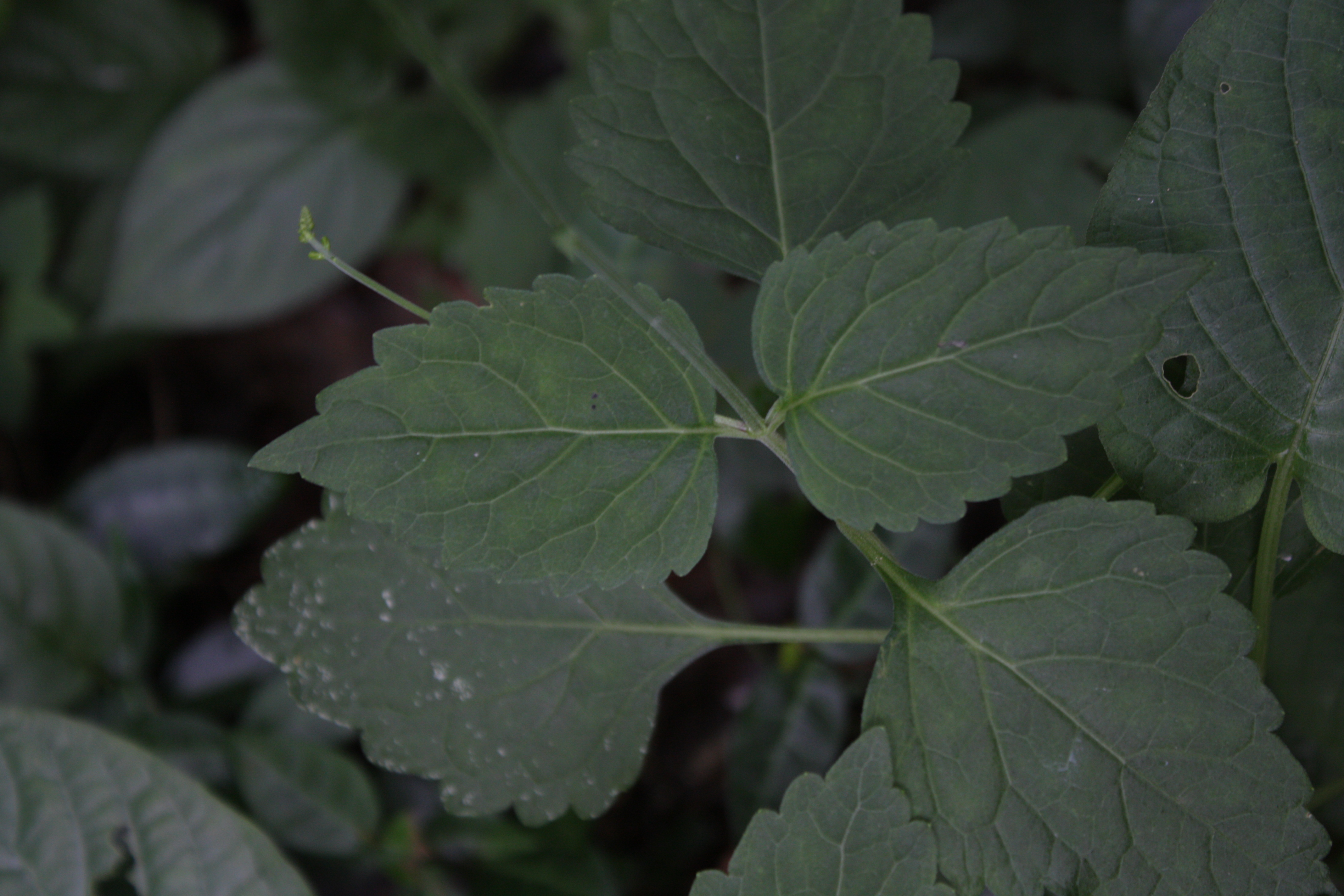
Le foglie
Phryma leptostachya
(tribù Phrymeae)

Le foglie lungo il fusto sono disposte a verticilli alterni a 2 a 2 opposte e sono picciolate oppure sessili. La lamina ha delle forme da ovate a ovato-ellittiche con margini grossolanamente e spesso doppiamente da dentati a crenati. Sono presenti anche forme lineari-lanceolate e specie con portamento rosulato. L'apice è acuminato. La base delle foglie inferiori è bruscamente attenuato oppure cordato-amplessicaule. La superficie è percorsa da venature (da 5 a 7) a forma pennata o palmata. Le stipole sono assenti.

### Infiorescenze

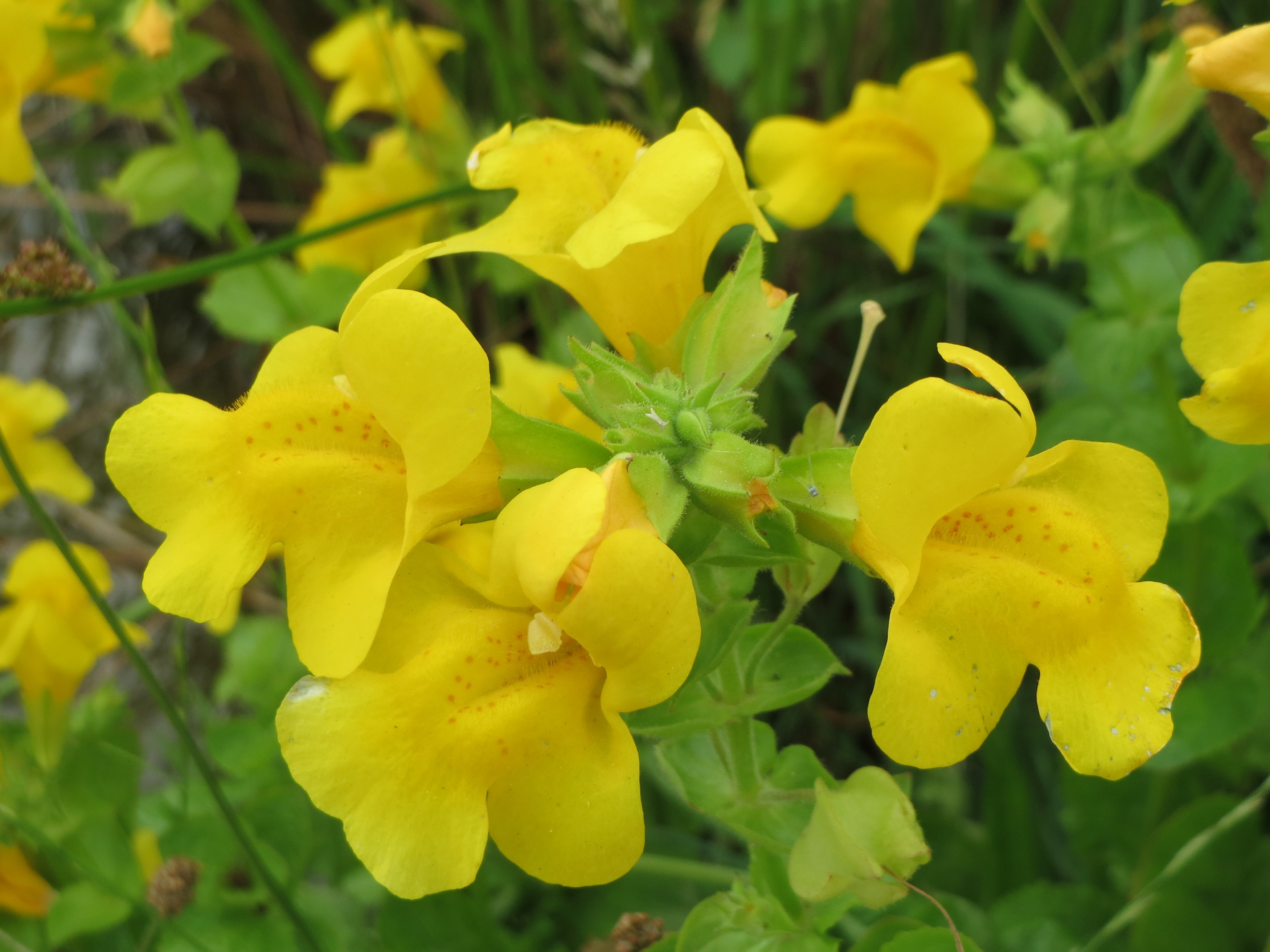
Infiorescenza
Mimulus guttatus
(tribù Mimuleae)

Le infiorescenze sono di tipo racemoso (a grappolo e lasse) sia in posizione ascellare che terminale. I fiori, da pochi a molti per infiorescenza a disposizione alterna/subopposta, sono brevemente pedicellati oppure subsessili con una bratteola. In alcune specie sono grandi ed appariscenti. L'asse fiorale può essere ispido.

### Fiori

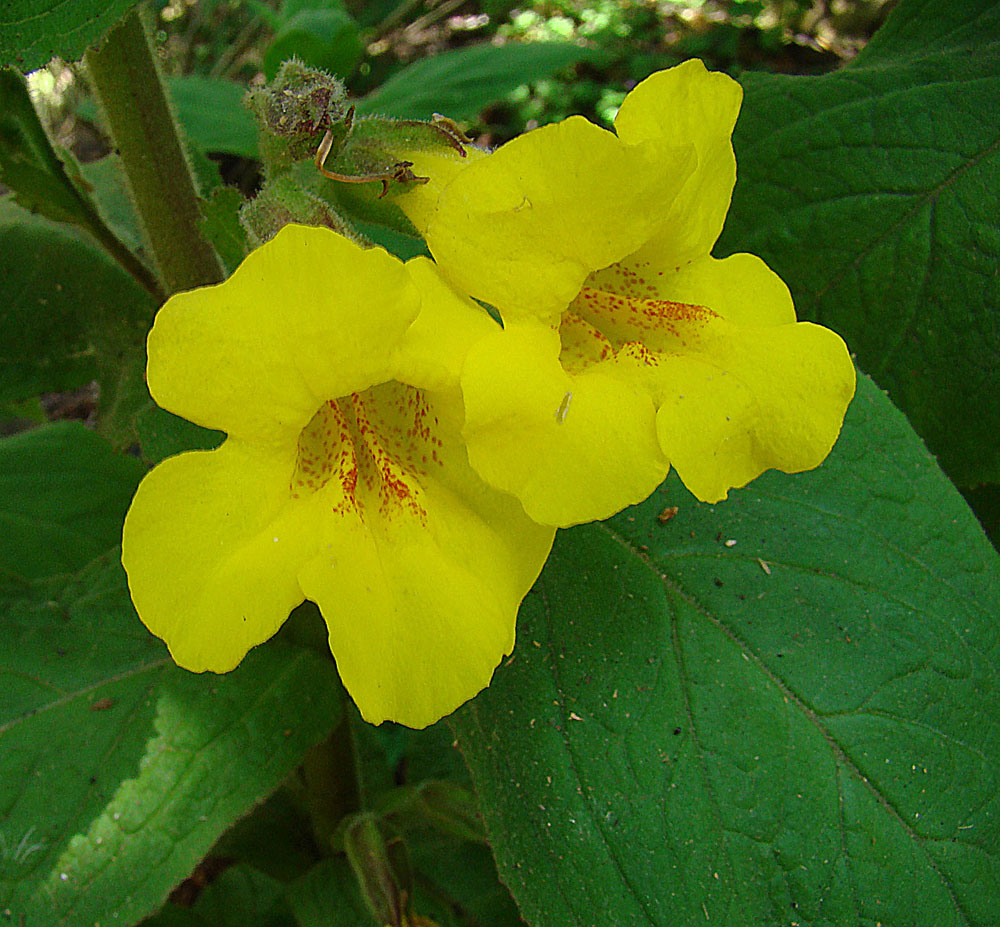
I fiori
Hemichaena fruticosa
(tribù Leucocarpeae)

I fiori sono ermafroditi zigomorfi e tetraciclici (ossia formati da 4 verticilli: calice– corolla – androceo – gineceo) e pentameri (i verticilli del perianzio hanno 5 elementi). I fiori sono inoltre ipogini.
- Formula fiorale:

x K (5), [C (2+3), A 2+2], G (2), supero, bacca/capsula.
- Il calice, più o meno zigomorfo e gamosepalo, è formato da un tubo campanulato terminante con 3-4-5 lobi a struttura 2/3: i tre posteriori hanno delle forme subulato-uncinate; i due anteriori hanno delle forme triangolari. La superficie, sparsamente ispida, in corrispondenza dei lobi è percorsa (o no) da 5 coste (non sono presenti angoli o ali evidenti). Il calice persistente può essere accrescente alla fruttificazione. A volte il calice si presenta con una consistenza membranosa.

- La corolla gamopetala è tubolosa (cilindrica o imbutiforme ma anche snella) e fortemente bilabiata (zigomorfa) con un tubo corto oppure lungo e struttura 2/3. In alcune specie la cima è allargata ma quasi senza lobi o con 4 lobi subuguali (corolla subattinomorfa). Nelle specie bilabiate il labbro posteriore è smarginato, quello anteriore è più lungo e grande, più o meno orizzontale ed è formato da tre lobi. Il colore della corolla varia da bianco a lavanda, ma anche rosa, blu, rosso, arancio o giallo. Le fauci possono essere carenate e screziate di rosso o altri colori. La corolla a volte è subruotata.

- L'androceo è formato da 4 stami didinami inclusi nel tubo corollino (il paio anteriore è più lungo) oppure sporgenti dalla corolla. Nella tribù Microcarpeae l'androceo è formato da 2 stami che rappresentano i due abassiali, raramente sono 4 (nel genere Glossostigma) ma in questo caso quelli adassiali sono ridotti a staminoidi. I filamenti in genere sono glabri e filiformi.  I filamenti in alcune specie hanno alla base delle ginocchia clavate (genere Peplidium, tribù Microcarpeae). Le antere, dorsofisse, pendenti dalla cima dei filamenti e unicellulari, sono formate da due teche da parallele a divergenti (o in alcuni casi confluenti all'apice). In Mimetanthe (tribù Mimuleae) le antere del paio abassiale sono molto ridotte o mancanti. La deiscenza è longitudinale. Il polline è tricolpato.

- Il gineceo è bicarpellare (sincarpico - formato dall'unione di due carpelli connati) ed ha un ovario supero con placentazione basale e forme da ovoidi a oblunghe. In Phrymeae l'ovario inoltre è pseudomonomero[15], ossia mono-loculare, mono-ovulare con ovuli emitropi (con nocella ricurva), tenuinucellati (con la nocella, stadio primordiale dell'ovulo, ridotta a poche cellule[16]), eretti e ortotropi. Nelle altre tribù l'ovario è biloculare con placentazione parietale/assile. Lo stilo, glabro e persistente (dopo la scissione della corolla ma non alla fruttificazione), è filiforme e unico inserito all'apice dell'ovario con stigma bilobo (i due lobi non sono uguali e possono essere sia affusolati che piatti).

### Frutti
I frutti sono degli acheni indeiscenti con pericarpo liscio e glabro racchiusi nel calice persistente; oppure sono delle capsule con deiscenza loculicida (a due valve); oppure delle bacche biancastre. I semi (numerosi o pochi) dalla forma oblunga, hanno un tegumento rudimentale ed endosperma sottile (due strati di cellule); oppure sono muniti di ancoraggi e ispessimenti apicali o hanno una testa reticolata. I cotiledoni sono convoluti.

## Biologia
Le specie di questo raggruppamento si riproducono per impollinazione tramite insetti (impollinazione entomogama) o tramite il vento (impollinazione anemogama).
La dispersione dei semi avviene inizialmente a causa del vento (dispersione anemocora); una volta caduti a terra sono dispersi soprattutto da insetti tipo formiche (mirmecoria).

## Distribuzione e habitat
La distribuzione delle specie di questa famiglia è soprattutto americana con climi tropicali o sub-tropicali, ma comprende anche una fascia che dall'Africa tropicale arriva fino all'Australia e Giappone passando per l'India.

## Tassonomia
La famiglia Phrymaceae, non contemplata dal Sistema Cronquist, è stata introdotta dalla classificazione di Engler e Diels, oppure di Wettstein e Rendle che hanno riconosciuto la famiglia (nell'ordine delle Tubiflorae) comprendente il solo genere Phryma. Altri Autori non hanno dato validità tassonomica alla famiglia ed hanno incluso il suo solo genere nella famiglia delle Verbenaceae. Recenti studi filogenetici hanno evidenziato una parentela con il genere Mimulus, con i generi americani Hemichaena e Leucocarpus e con un piccolo raggruppamento di specie australiane comprendente i generi Elacholoma, Glossostigma, Microcarpaea e Peplidium; tutti questi generi sono stati pertanto segregati nella famiglia Phrymaceae.
Nell'ambito dell'ordine Lamiales la famiglia, da un punto di vista evolutivo, occupa una posizione molto interna (recente) antecedenti solamente alle famiglie Paulowniaceae e Orobanchaceae (è "gruppo fratello" dell'insieme delle due famiglie). Queste tre famiglie si sono separate dal resto dell'ordine circa 67 milioni di anni fa; mentre a 40 milioni di anni può essere posizionata la definitiva separazione delle Phrymaceae dal resto del gruppo.

### Generi
La famiglia attualmente è suddivisa in 5 tribù, 15 generi e circa 220 specie.
- Tribù Diplaceae Bo Li, B.Liu, S.Liu & Y.H.Tan
  - Diplacus Nutt. (49 spp.)
  - Hemichaena Benth. (5 spp.)
  - Mimetanthe Greene (1 sp.)

- Tribù Phrymeae Hogg.
  - Phryma L. (3 spp.)

- Tribù Leucocarpeae Conzatti
  - Erythranthe Spach (129 spp.)
  - Leucocarpus D.Don (1 sp.)

- Tribù Mimuleae Dumort.
  - Elacholoma F.Muell. & Tate (2 spp.)
  - Glossostigma Wight & Arn. (6 spp.)
  - Microcarpaea R.Br. (2 spp.)
  - Mimulicalyx P.C.Tsoong (1 sp.)
  - Mimulus L. (7 spp.)
  - Peplidium Delile (4 spp.)
  - Thyridia W.R.Barker & Beardsley (1 sp.)
  - Uvedalia R.Br. (2 spp.)

- Tribù Cyrtandromoeeae Bo Li, B.Liu, S.Liu & Y.H.Tan
  - Cyrtandromoea Zoll. (13 spp.)

### Chiave per i generi
Per meglio comprendere ed individuare i vari generi della famiglia l'elenco seguente utilizza in parte il sistema delle chiavi analitiche (vengono cioè indicate solamente quelle caratteristiche utili a distingue una specie dall'altra).
- Gruppo 1A: l'ovario è bicarpellare con un carpello ridotto (pseudomonomero); i frutti sono uniloculari con un seme per achenio;

- Phryma.

- Gruppo 1B: l'ovario è bicarpellare normale; i frutti sono delle capsule biloculari con molti semi oppure sono delle bacche (Leucocarpus);

- Gruppo 2A: lo stigma ha un lobo normale, mentre l'altro è vestigiale; le antere sono monocellulari;

- Gruppo 3A: il calice è privo di coste e ha 3 - 4 lobi ineguali;

- Glossostigma.

- Gruppo 3B: il calice ha 5 angoli e 5 lobi uguali;

- Gruppo 4A: le foglie sono sessili e la lamina ha delle forme lineari, sono erbacee e non carnose; il calice non è carnoso, ma ha i lobi ricurvi, acuti e cigliati; le capsule dei frutti hanno una deiscenza loculicida; la testa dei semi è reticolata;

- Micricarpaea.

- Gruppo 4B: le foglie sono brevemente picciolate e la lamina ha delle forme da ovate a obovate (anche ampiamente), sono inoltre carnose; il calice è carnoso con i lobi diritti, acuti o ottusi e cigliati o glabri; le capsule dei frutti hanno una deiscenza loculicida oppure hanno delle deiscenze irregolari per fratture diverse; la testa dei semi è reticolata oppure a coste longitudinali e sono areolati;

- Peplidium.

- Gruppo 2B: lo stigma ha più o meno due lobi; le antere sono bicellulari;

- Gruppo 5A: la placentazione è parietale; i frutti hanno l'apice smussato;

- Gruppo 6A: le foglie hanno delle venature pennate; i fiori, brevemente pedicellati, sono bratteolati e sono disposti in cime ascellari;

- Hemichaena.

- Gruppo 6B:  le foglie hanno delle venature palmate e riunite in cima; i fiori, brevemente o lungamente pedicellati oppure sessili, sono solitari alle ascelle delle foglie;

- Gruppo 7A: i pedicelli dei fiori sono lunghi quanto i calici; i calici hanno delle coste arrotondate (non sono angolati o alati); le placente sono fuse almeno nella metà inferiore; le pareti dei frutti sono ricoperte da dense ghiandole;

- Mimetanthe.

- Gruppo 7B: i pedicelli dei fiori sono più corti dei calici, oppure sono assenti; i calici hanno delle coste angolate, quasi alate; le placente sono distinte, non fuse; le pareti dei frutti sono glabre o con poche ghiandole;

- Diplacus.

- Gruppo 5B: la placentazione è assile; i frutti hanno l'apice da arrotondato a troncato;

- Gruppo 8A: i frutti sono delle bacche;

- Leucocarpus.

- Gruppo 8B: i frutti sono delle capsule loculicide;

- Gruppo 9A: il portamento delle piante è prostrato; i pedicelli dei fiori sono più corti dei calici; la corolla è subattinomorfa; lo stigma ha due lobi piatti o affusolati;

- Elacholoma.

- Gruppo 9B: il portamento delle piante varia da prostrato a eretto; i pedicelli dei fiori sono in genere più lunghi dei calici; la corolla è più o meno bilabiata; lo stigma ha due lobi piatti;

- Gruppo 10A: il portamento di queste piante è semi-acquatico, oppure prostrato oppure erbaceo eretto; la superficie delle foglie è ricoperta di ghiandole punteggiate; le pareti dei frutti sono spesse e la deiscenza delle capsule è tardiva; i semi hanno delle coste longitudinali con una fila di areole per ogni lato;

- Thyridia.

- Gruppo 10B: il portamento di queste piante varia da terrestre a semi-acquatico; la superficie delle foglie non è ricoperta di ghiandole punteggiate; le pareti dei frutti sono sottile con pronta deiscenza delle capsule; i semi sono reticolati o hanno poche coste;

- Gruppo 11A: la superficie delle foglie è mononervata;

- Uvedalia.

- Gruppo 11B: la venatura delle foglie è palmata o pennata;

- Gruppo 12A: la venatura delle foglie è pennato-reticolata (distribuzione Nord Americana) o palmata (distribuzione nell'emisfero meridionale); il numero cromosomico è 2n = 16, 22, 24;

- Mimulus.

- Gruppo 12B: la venatura delle foglie è palmata; il numero cromosomico è 2n = 28, 30, 32;

- Erythranthe.

### Alcune specie

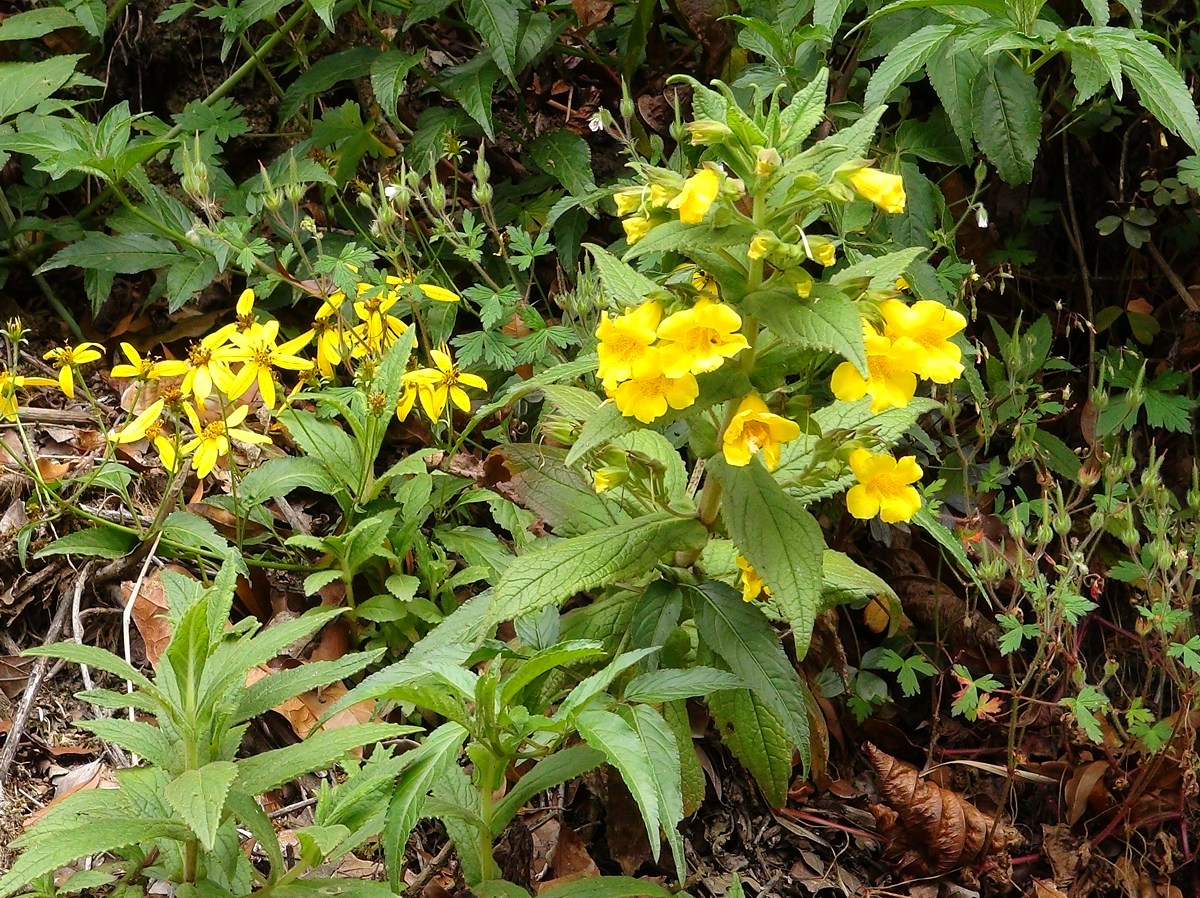
Hemichaena fruticosa
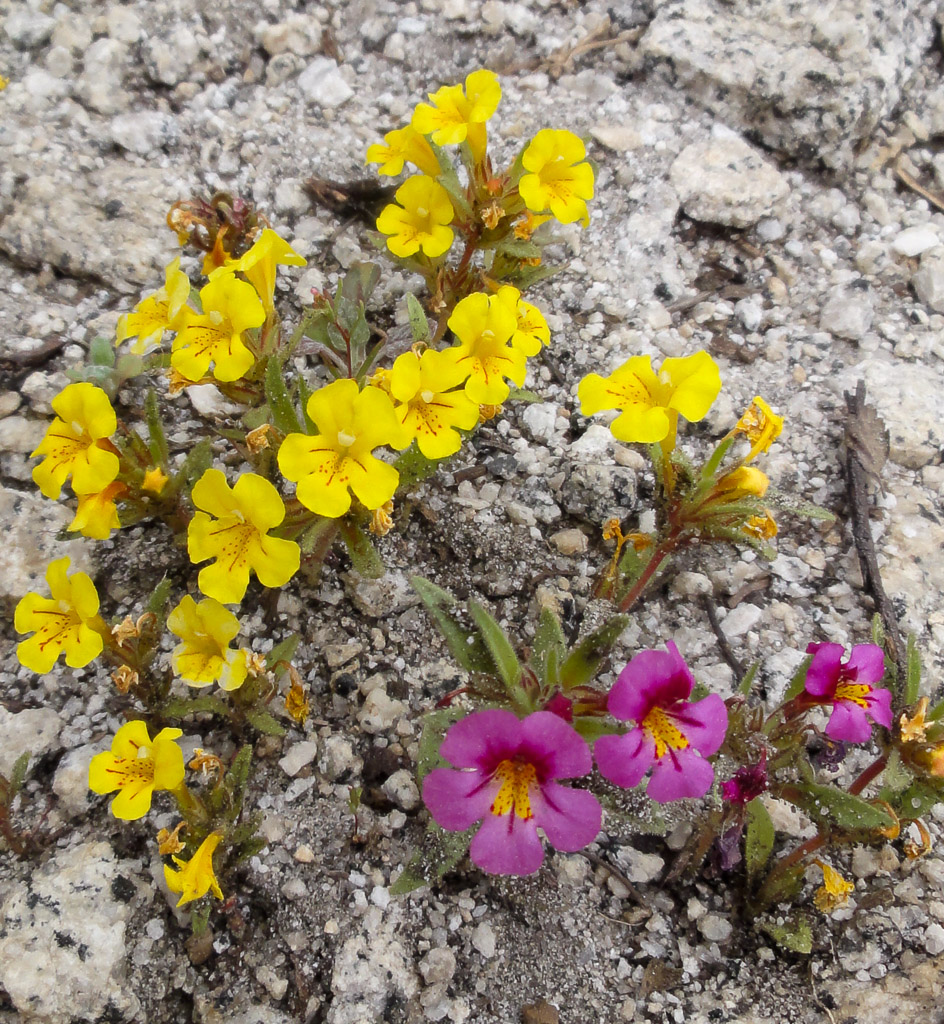
Diplacus mephiticus
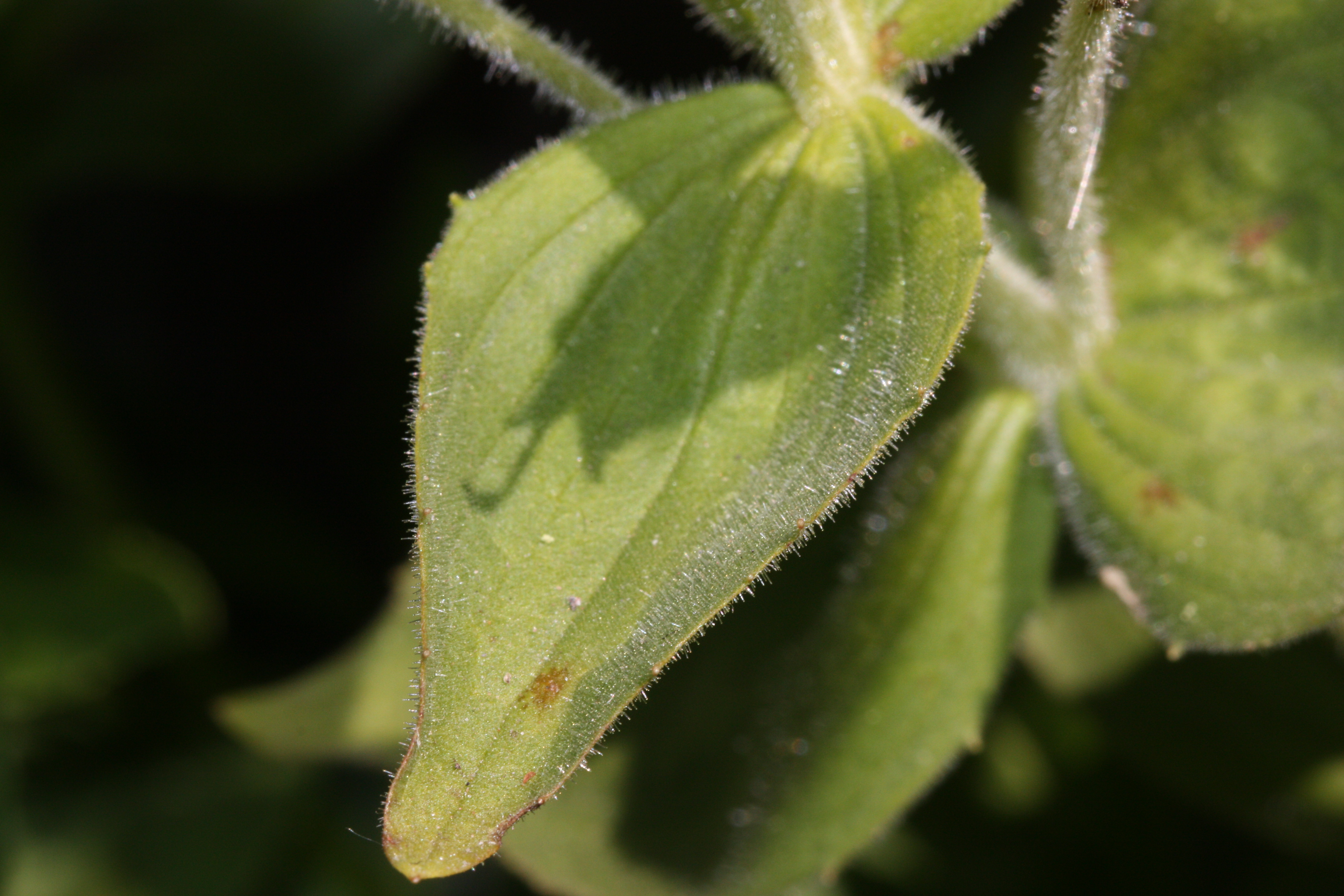
Mimulus lewisii
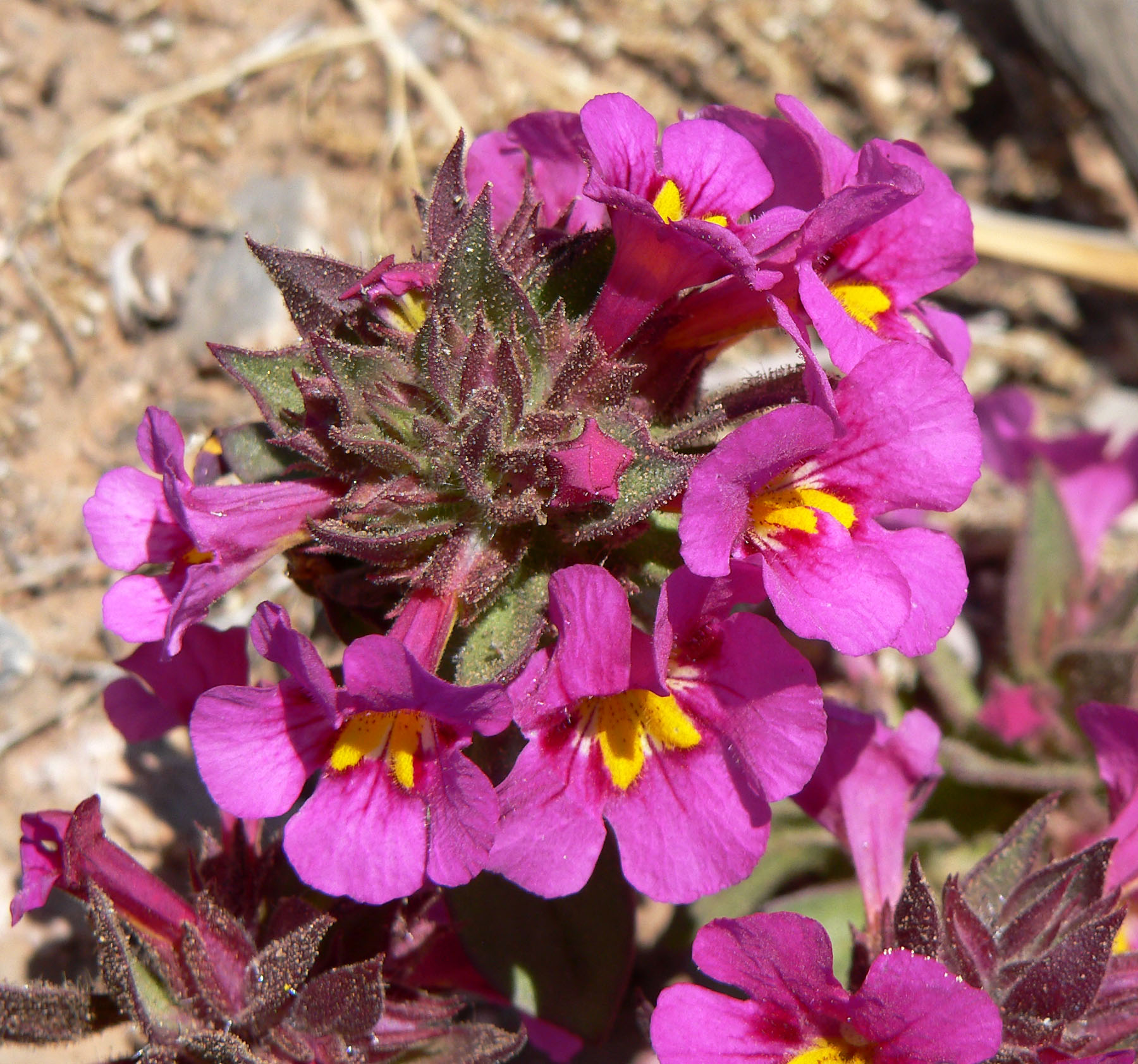
Mimulus bigelovii
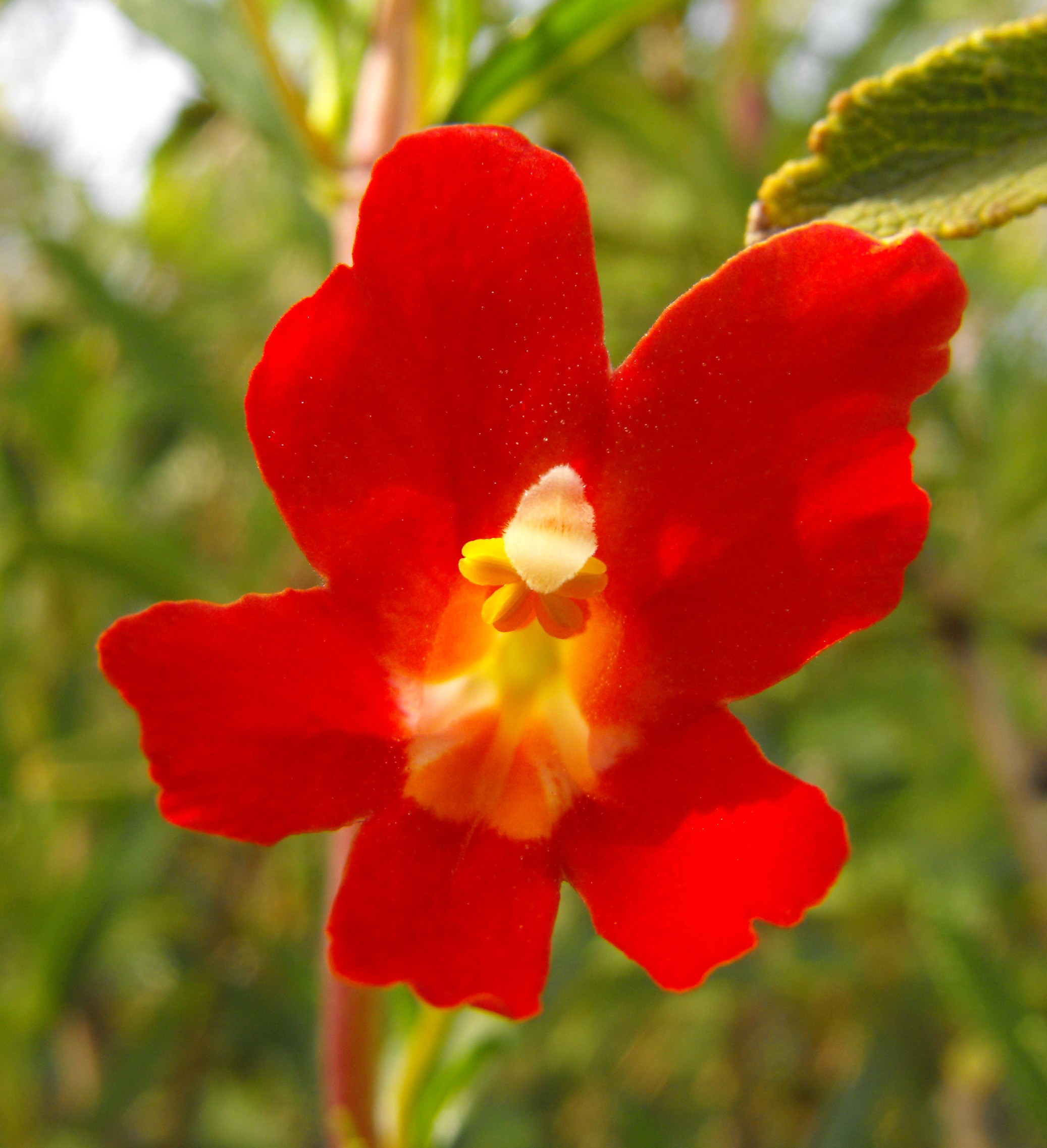
Mimulus aurantiacus
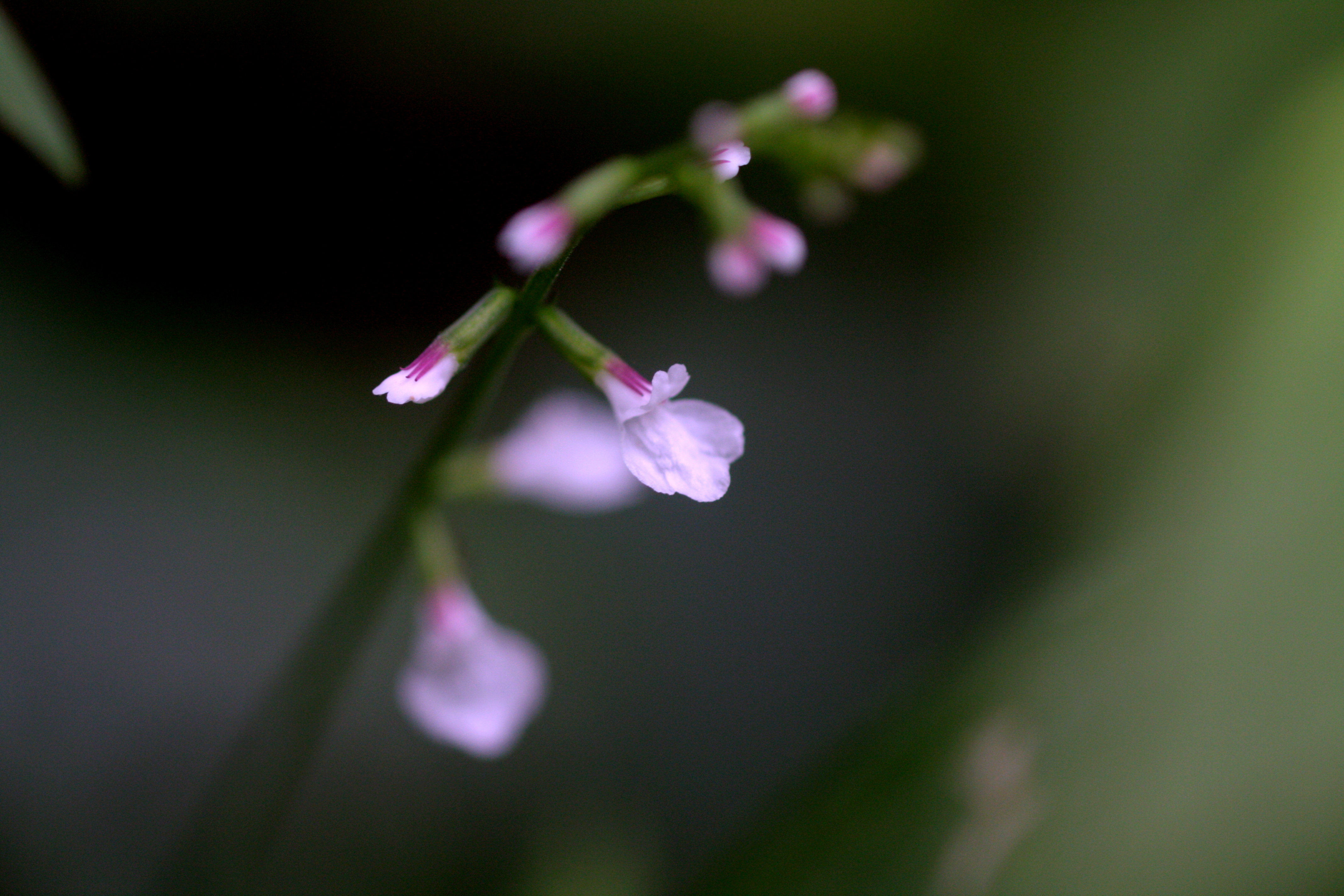
Phryma leptostachya
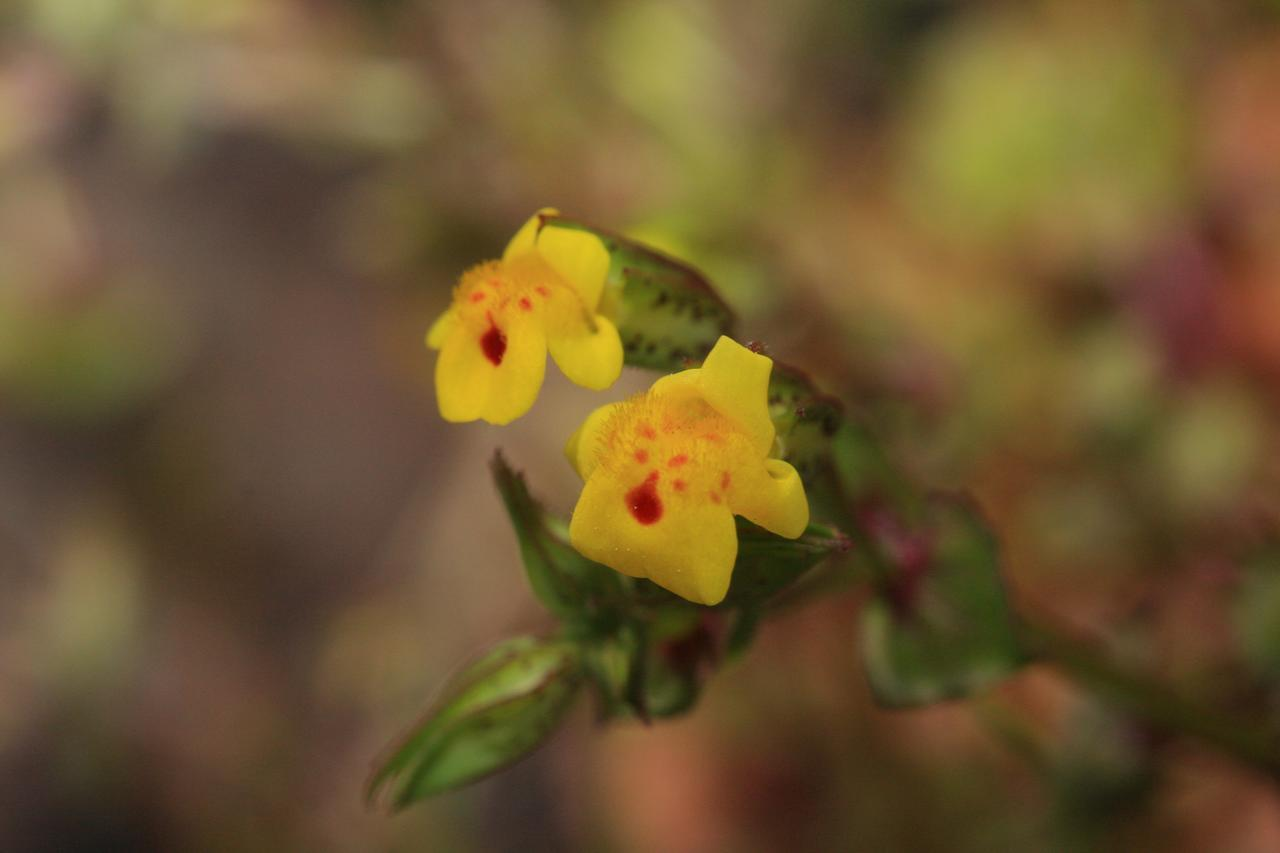
Erythranthe laciniata
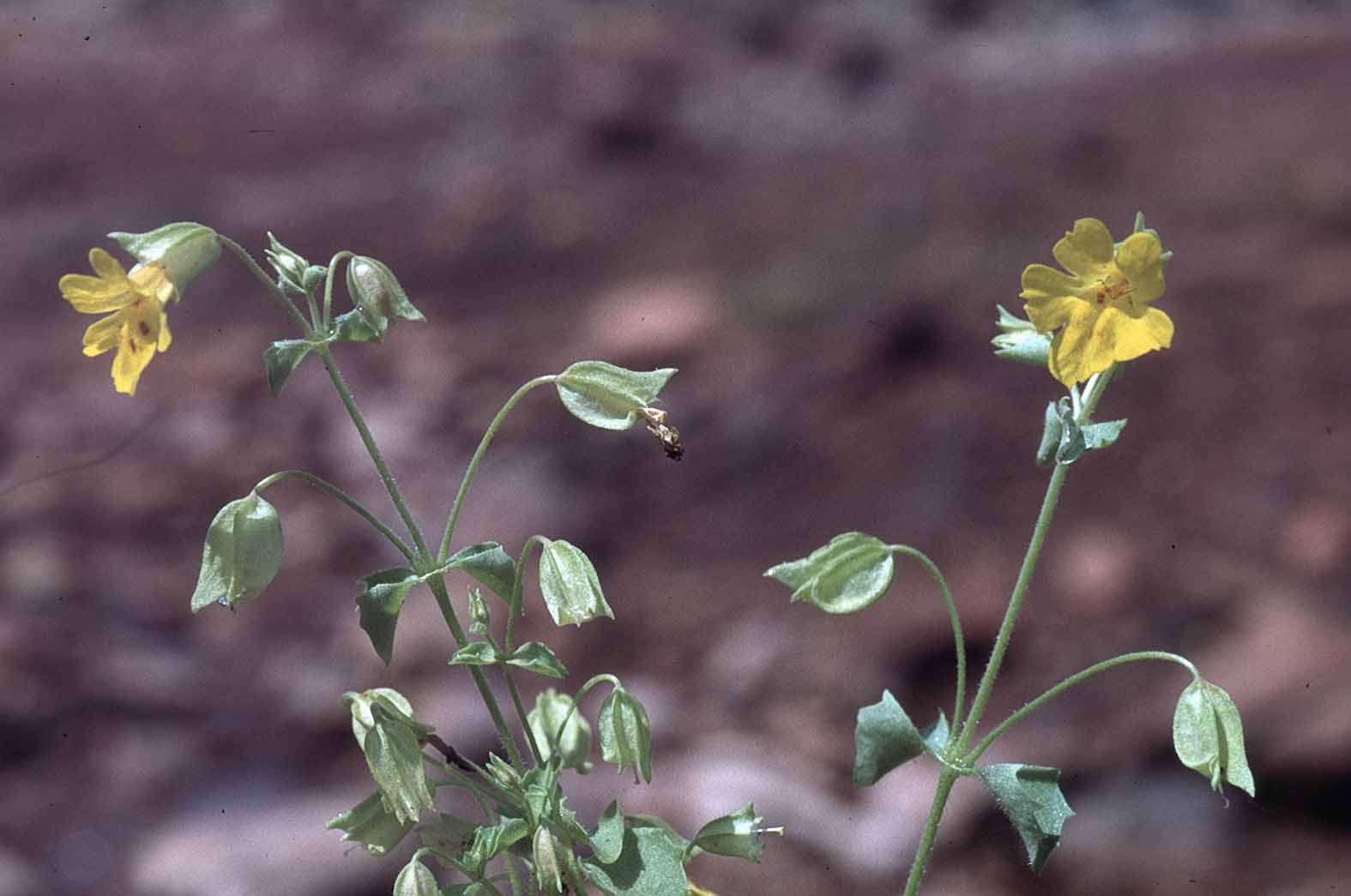
Erythranthe pardalis